# Willy Lersch
Willy Lersch (* 7. Januar 1914 in Eschweiler; † 1. Mai 2006 in Bad Tölz) war ein deutscher Industriemanager. Er war Vorstand und Aufsichtsrat der Buchtal GmbH in Schwarzenfeld, Aufsichtsratsvorsitzender der Krones AG, Präsident der IHK Regensburg für Oberpfalz / Kelheim und Vorsitzender des früheren Fachverbandes Baukeramik.

## Leben
Lersch wurde geboren als Sohn des Karl und der Sidonie Lersch, geborene Gösset .
Er absolvierte eine Ausbildung zum Bankkaufmann und stieß 1939 zur Aufbau-Mannschaft von Gottfried Cremer (1906–2005), der 1937 die Buchtal AG, Keramische Betriebe der Reichswerke „Hermann Göring“ gegründet hatte. Lersch war katholisch, heiratete 1944 Ilse Limberger. Aus der Ehe entstammte der der Sohn Hannes Lersch.
Nach der Rückkehr aus sowjetischer Kriegsgefangenschaft 1949 kehrte er als Direktionsassistent und Prokurist zurück in das Unternehmen. 1955 wurde er zum kaufmännischen Vorstand an der Seite von Helmut Lehmann (1918–2010) in dessen Funktion als technischer Vorstand bestellt. Gemeinsam führten sie die Buchtal GmbH, Keramische Betriebe Schwarzenfeld, zu einem führenden Unternehmen in der Baukeramik-Branche und zu einem der bedeutendsten Exportunternehmen in ganz Ostbayern. 1986 wechselte er nach 31 Jahren in den Aufsichtsrat, aus dem er Mitte der 1990er Jahre ausschied. Lersch war auch Aufsichtsratsvorsitzender der Krones AG von 1985 bis 1995 und war Mitglied in weiteren Aufsichtsräten und Beiräten.
Von 1970 bis 1976 bis war er 1. Vorsitzender des Fachverbandes Baukeramik und Spaltplatten, von 1974 bis 1986 Präsident der IHK Regensburg. Er war stellvertretender Vorsitzender des Arbeitgeberverbandes Niederbayern/Oberpfalz, Vorstandsmitglied des Deutschen Wasserstraßen- und Schiffahrtsvereins Rhein-Main-Donau(DWSV) mit Sitz in Nürnberg sowie Kuratoriumsmitglied des Vereins der Freunde der Universität Regensburg.
Willy Lersch wohnte in Schwarzenfel-Kögl. Sein Grab befindet sich auf dem Friedhof in Schwarzenfeld.

## Publikationen
- Die Industrie Ostbayerns. In: Die Oberpfalz, Nr. 66, 1978, S. 177–182.
- Kammerarbeit in einem Problemgebiet. Aus Ansprachen des Präsidenten der Industrie- u. Handelskammer Regensburg in der Wahlperiode 1974/1978. IHK Regensburg, 1979.
- Was die Wirtschaft heute bewegt. Aus Ansprachen des Präsidenten der Industrie- und Handelskammer Regensburg in der Wahlperiode 1978/1982. IHK Regensburg, 1983

## Ehrungen
- 1974: Gemeindliche Verdienstmedaille in Gold, Markt Schwarzenfeld
- 1980: Matthäus-Runtinger-Medaille, Stadt Regensburg[5]
- Ehrenpräsidentschaft der IHK Regensburg
- Bayerischer Verdienstorden[2]
- 1983: Bundesverdienstkreuz 1. Klasse[2]